# Gmach Banku Krajowego w Wiedniu
Gmach Banku Krajowego (Länderbank), w Wiedniu, przy ul. Hohenstaufengasse 3, wybudowany w konwencji historyzmu w latach 1883–1884 przez architekta Otto Wagnera.

## Historia
Budynek powstał z inicjatywy kierownictwa istniejącego od 1880 Österreichische Länderbank założonego przez paryską instytucję finansową „Union Generale”. Początkowo jego siedziba mieściła się w wynajętych pomieszczeniach domu przy Löwelstrasse 18. Po usamodzielnieniu się banku od paryskiej firmy macierzystej w 1882 – postanowiono wybudować budynek dla jego centrali wiedeńskiej na specjalnie zakupionej od wojska w tym celu parceli przy Hohenstaufengasse 1–4. Po rozpisaniu konkursu budowę budynku banku zlecono Otto Wagnerowi. Koszt realizacji wyniósł 1 005 334 guldenów. W styczniu 1890 bank nabył sąsiedni budynek przy Hohenstaufengasse 5 (wybudowany przez architekt Ludwiga Tischlera w 1880 roku). Po połączeniu stanowiły odtąd jedną funkcjonalną całość. W posiadaniu banku znajdowały się do 1938 gdy firma przeniosła się do budynku kupionego od Niederösterreichischen Escompte-Gesellschaft, przy Am Hof 4. Dawną siedzibę sprzedano wówczas armii niemieckiej – która umieściła tu centrum zaopatrzenia Wehrmachtu oraz instytucje sądownictwa wojskowego. Obecnie budynek jest użytkowany przez administrację rządową.

## Budynek
Budynek zaprojektował Otto Wagner, dla którego była to pierwsza realizacja gmachu użyteczności publicznej. Prace budowlane zrealizowali Ferdinand Dehm i Franz Olbricht. Detale architektoniczne i rzeźby wykonał Johannes Benk. Jest to budynek o sześciu kondygnacjach o konstrukcji szkieletowej ze stali, która została wypełniona panelami. W piwnicach umieszczono maszynownie, kotłownię oraz instalacje wentylacyjne, grzewcze i prądnice, Na piętrze zlokalizowano natomiast kasy i skarbce. Powyżej znajduje się pomieszczenia biurowe. Fasada główna od ulicy wykonana została w stylu neorenesansowym. W sensie architektonicznym wyznacza on początek XX-wiecznej architektury wiedeńskiej i jest czasami określany jako „pierwszy nowoczesny biurowiec w Wiedniu”.

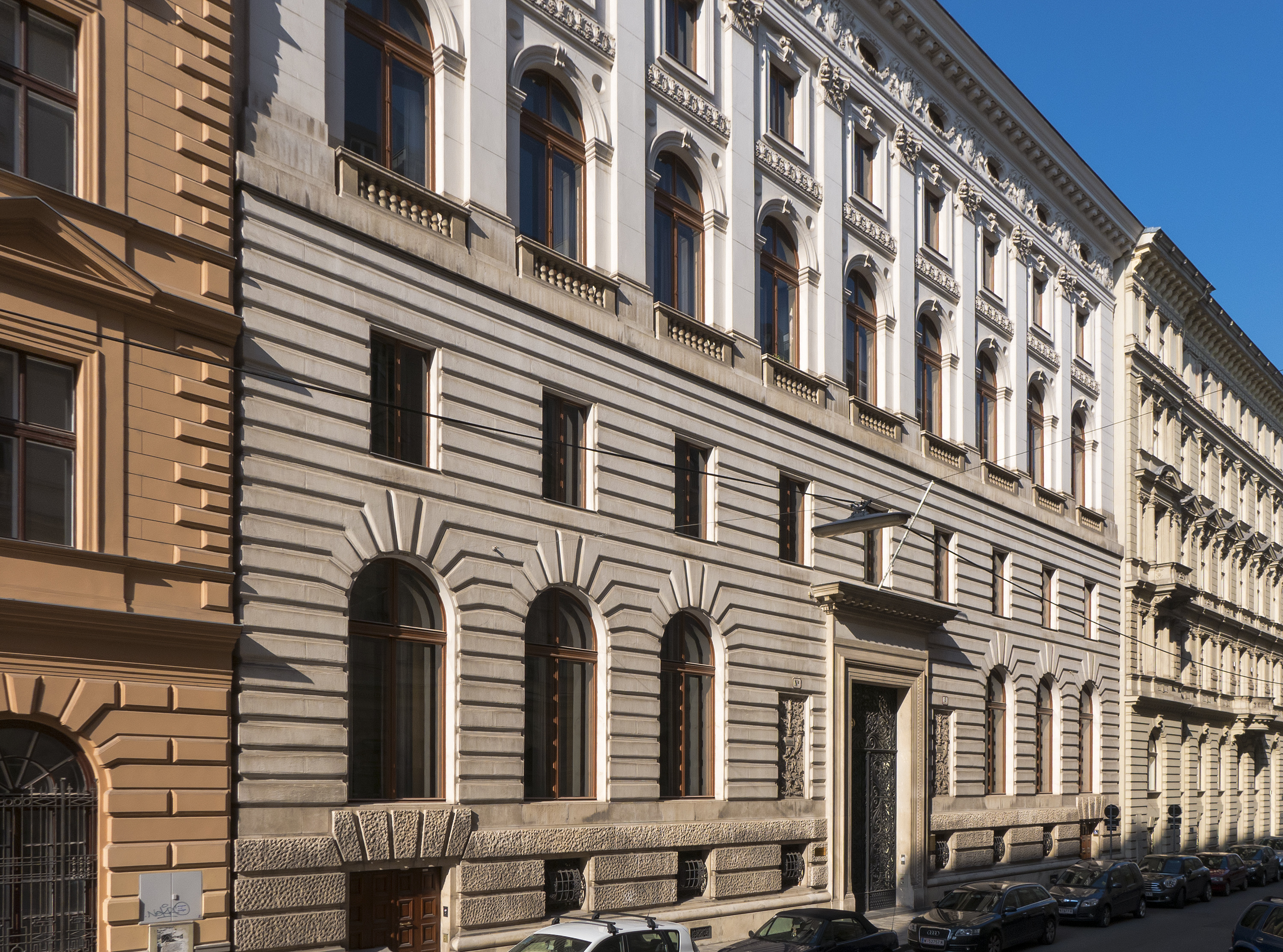
Länderbank – fasada główna od Hohenstaufengasse
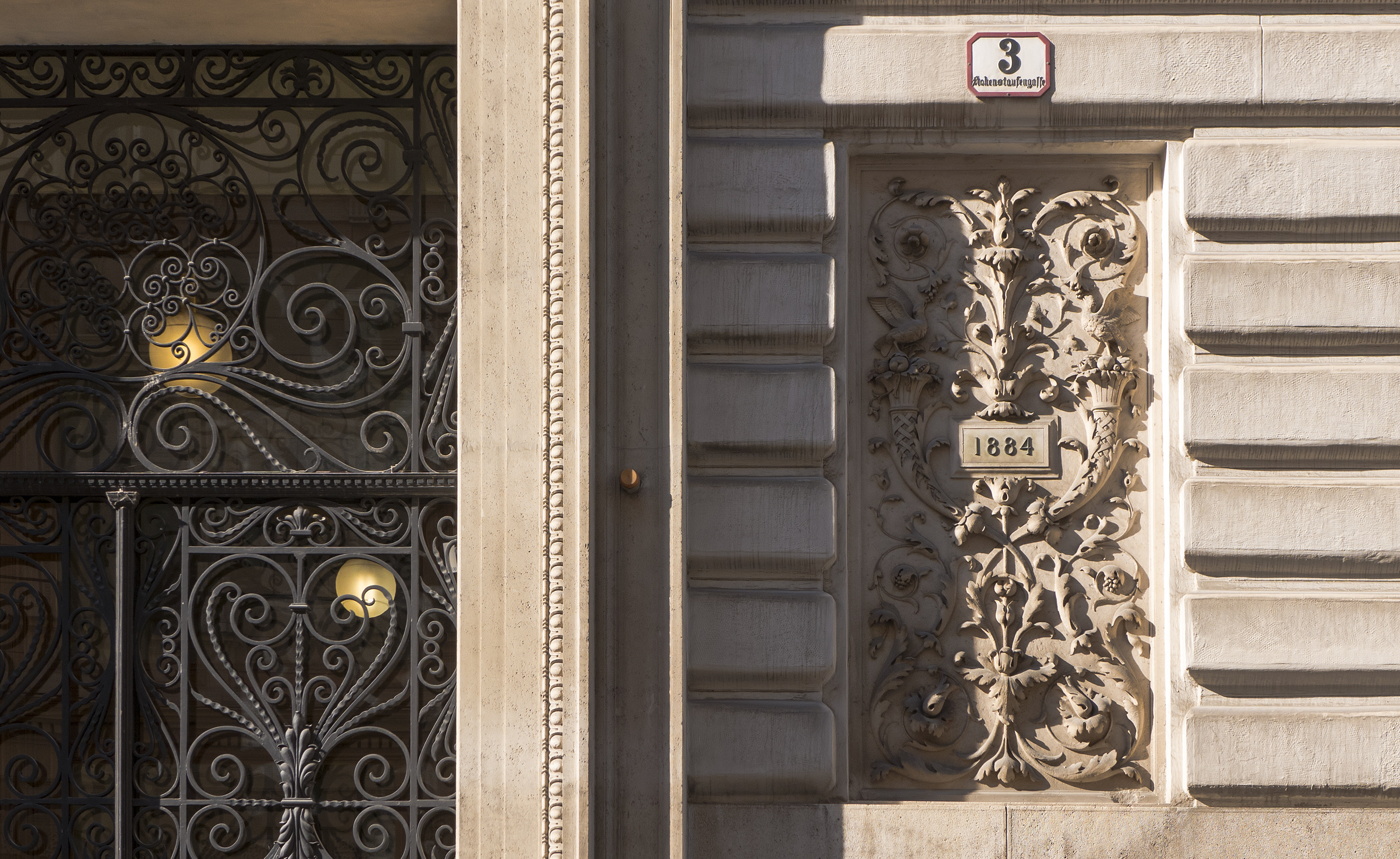
Länderbank – detale na fasadzue od Hohenstaufengasse
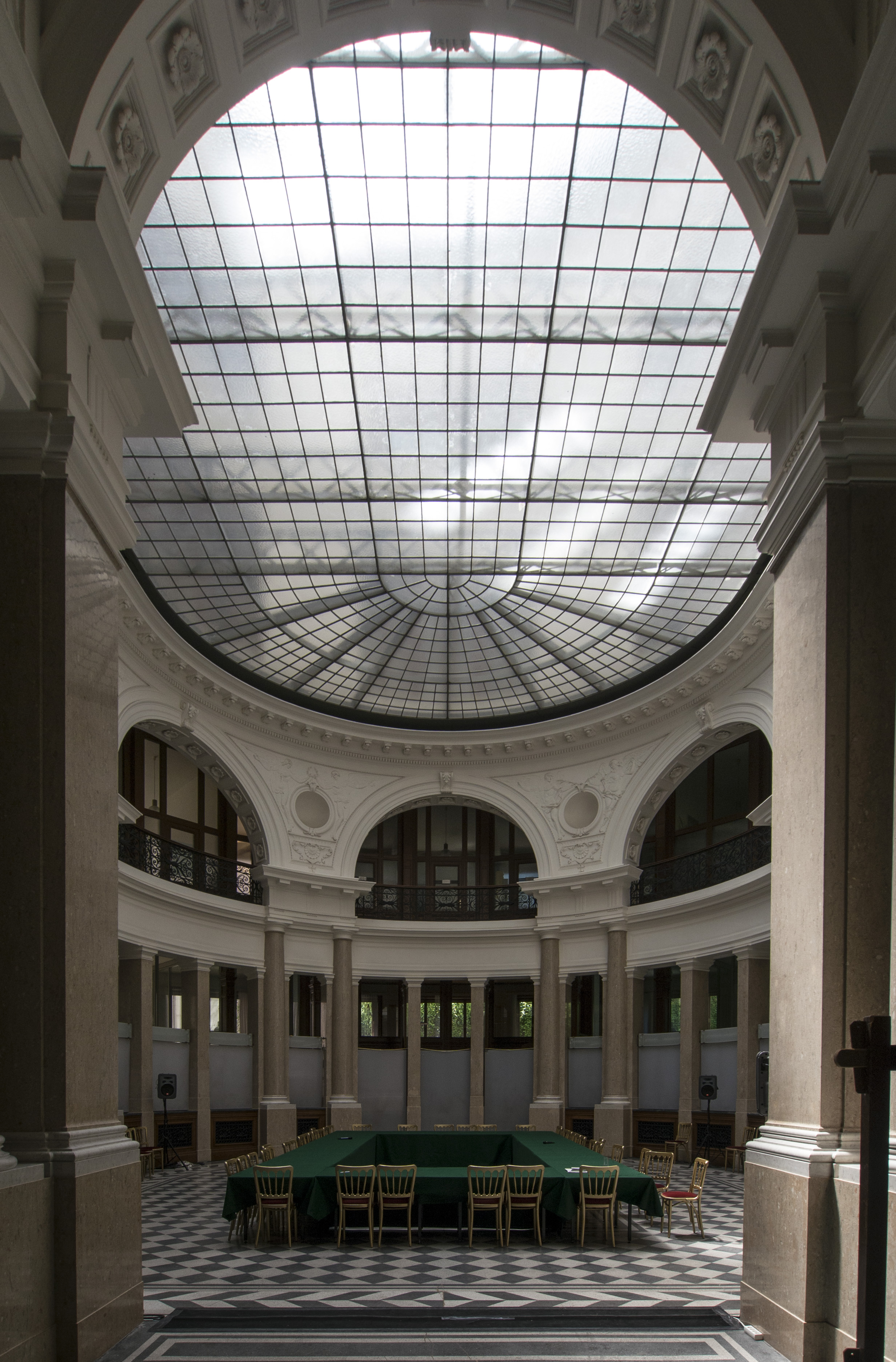
Länderbank – główna sala operacyjna – ujęcie od wejścia
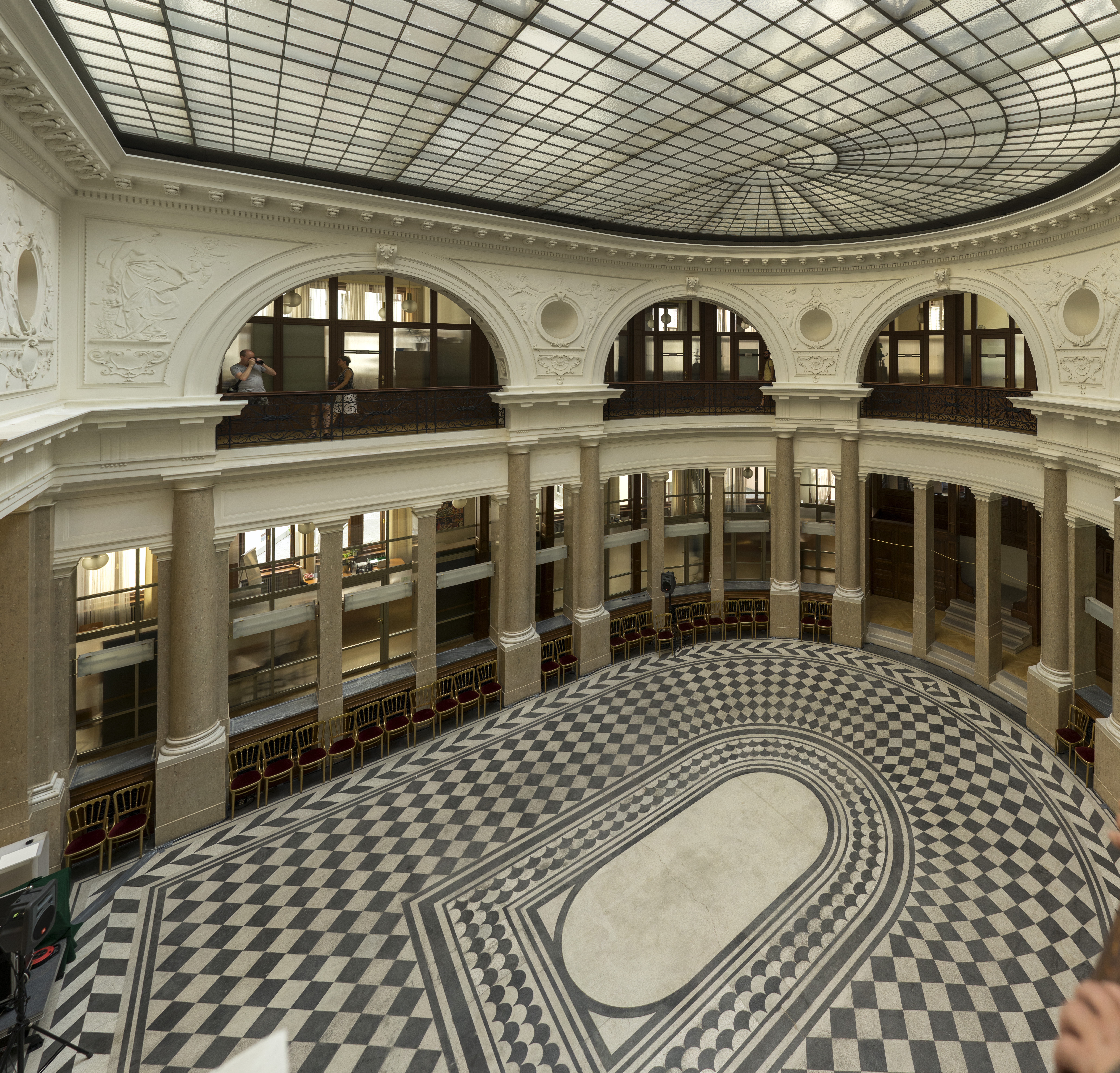
Länderbank – główna sala operacyjna – ujęcie z galerii
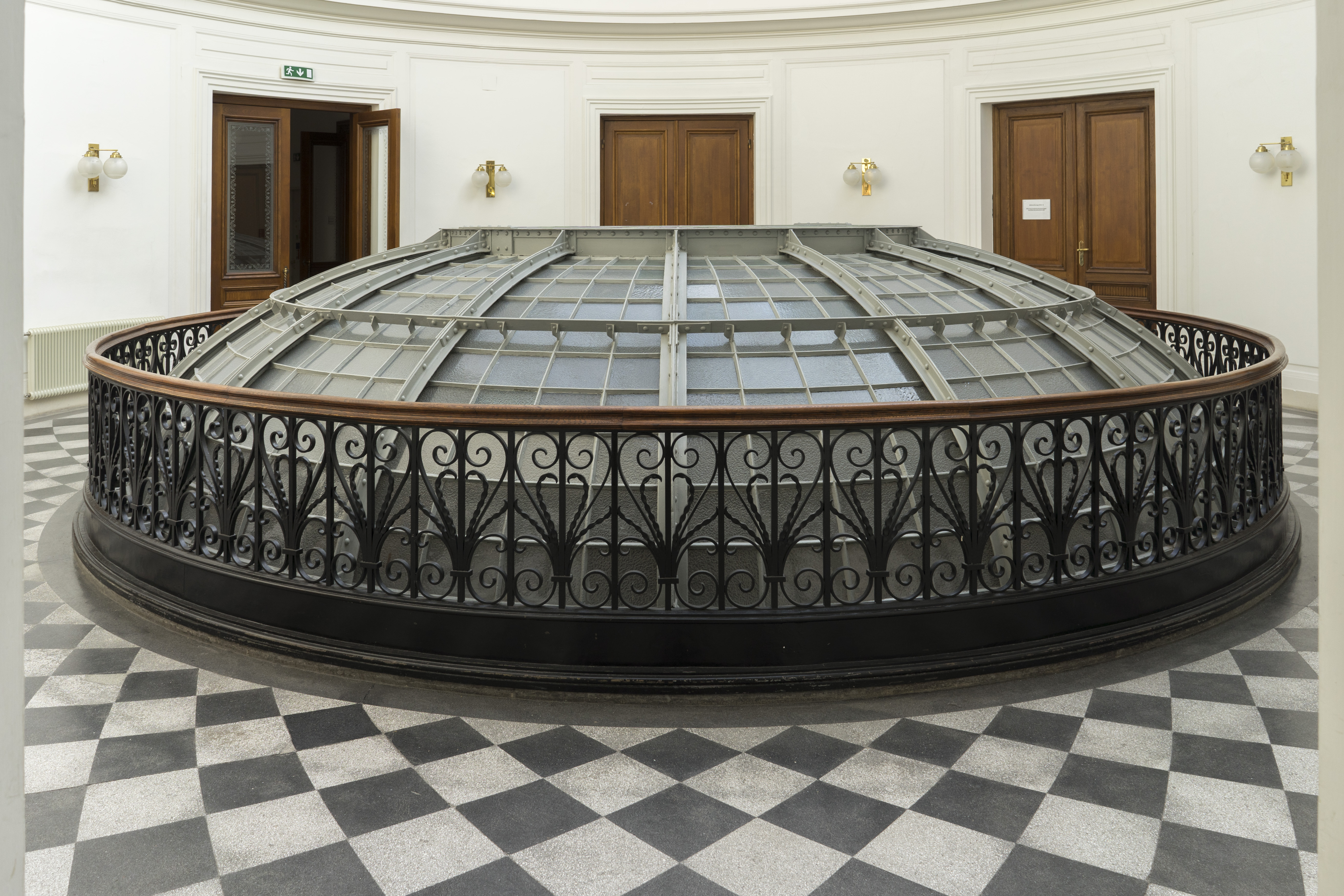
Kopuła – góra – rzut z boku
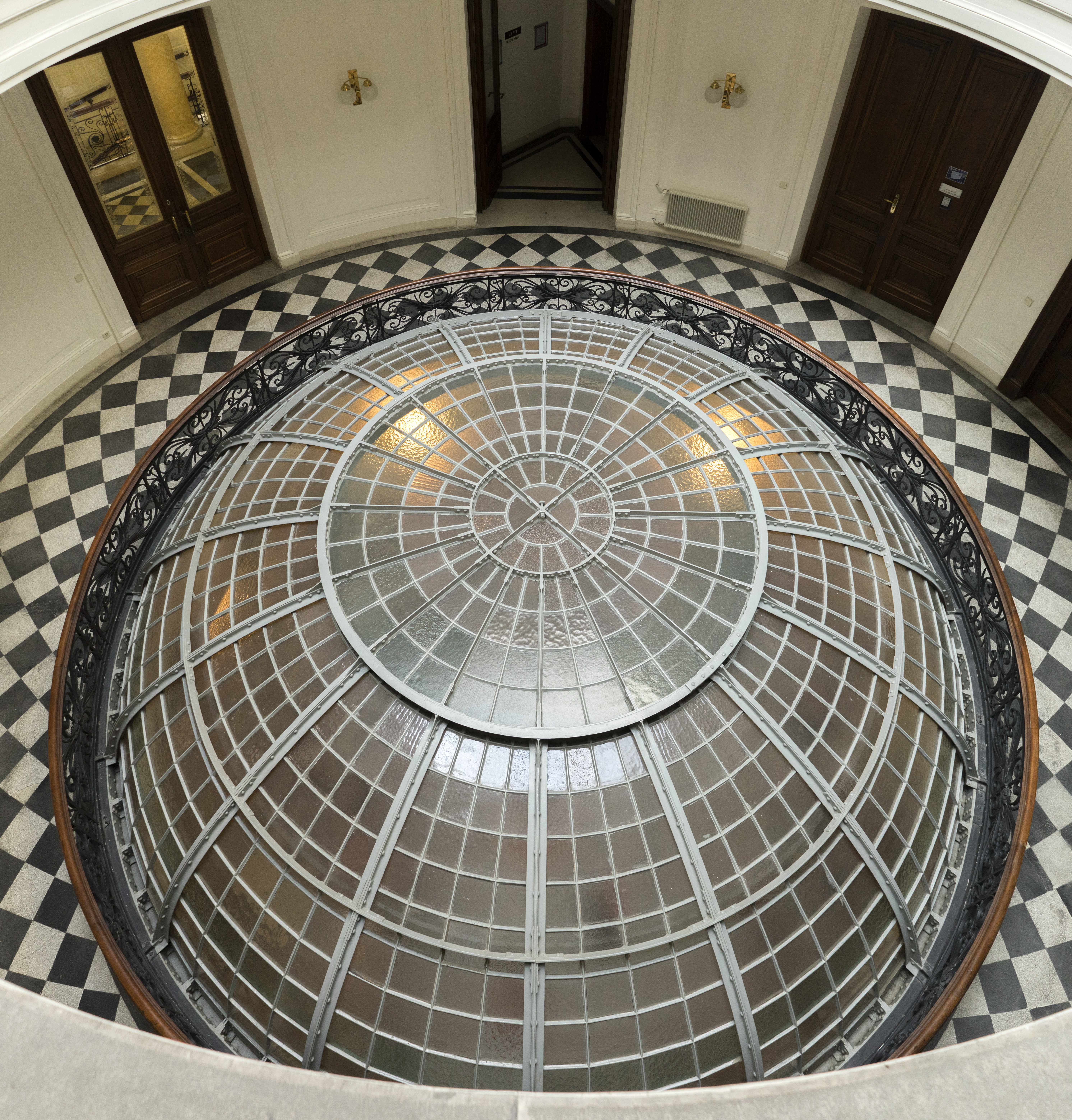
kopuła od góry
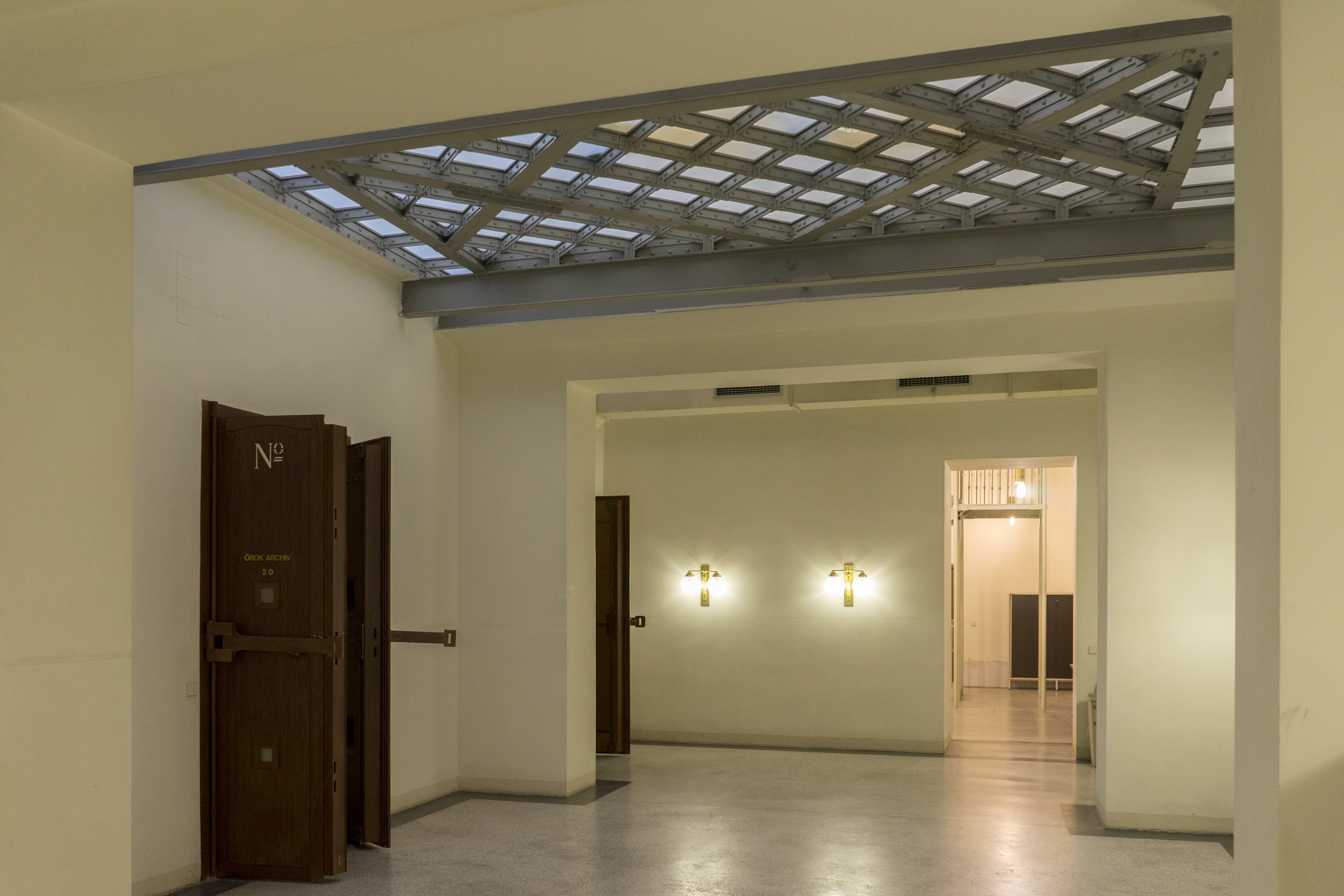
Länderbank – korytarze biurowe
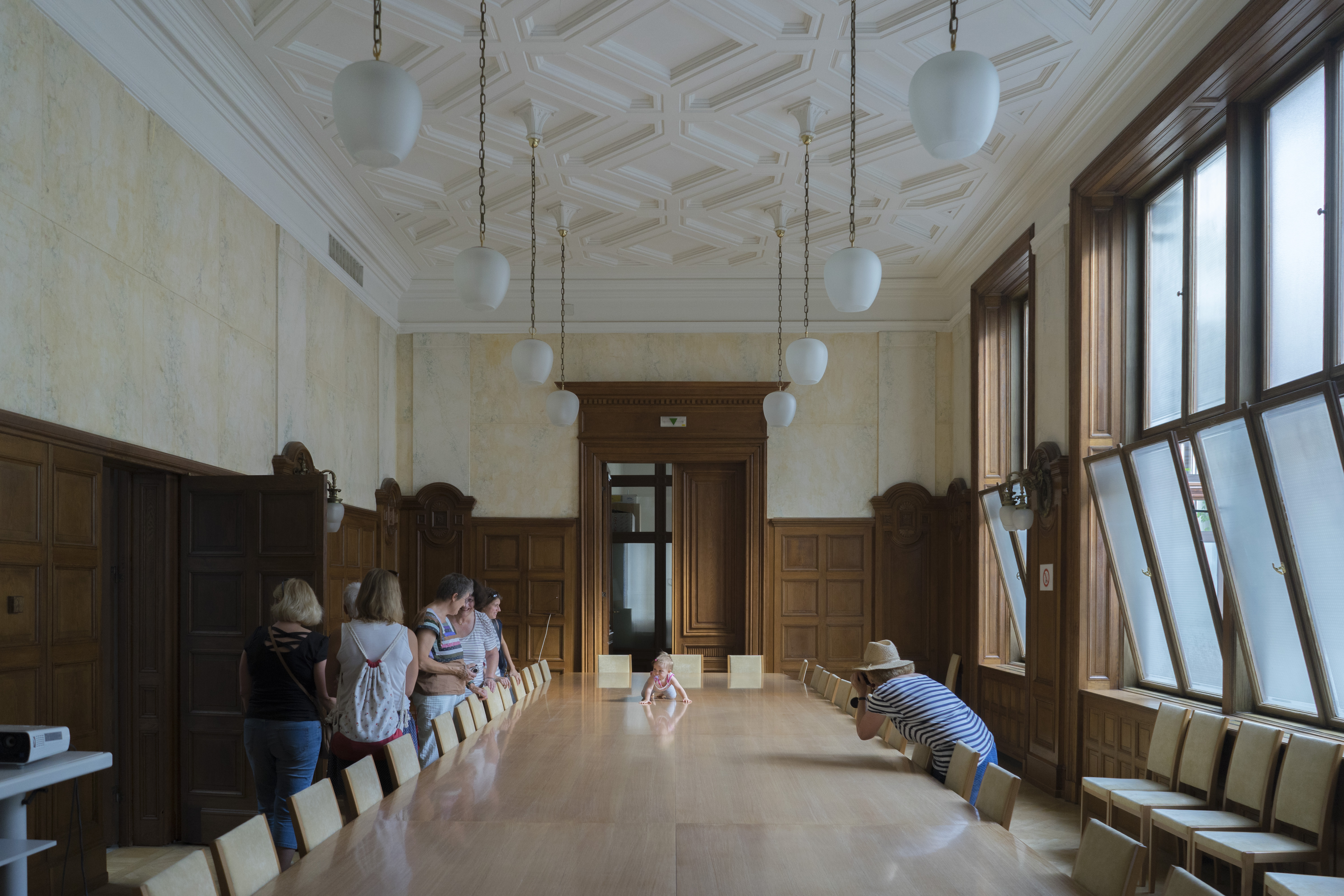
Länderbank – pomieszczenia biurowe
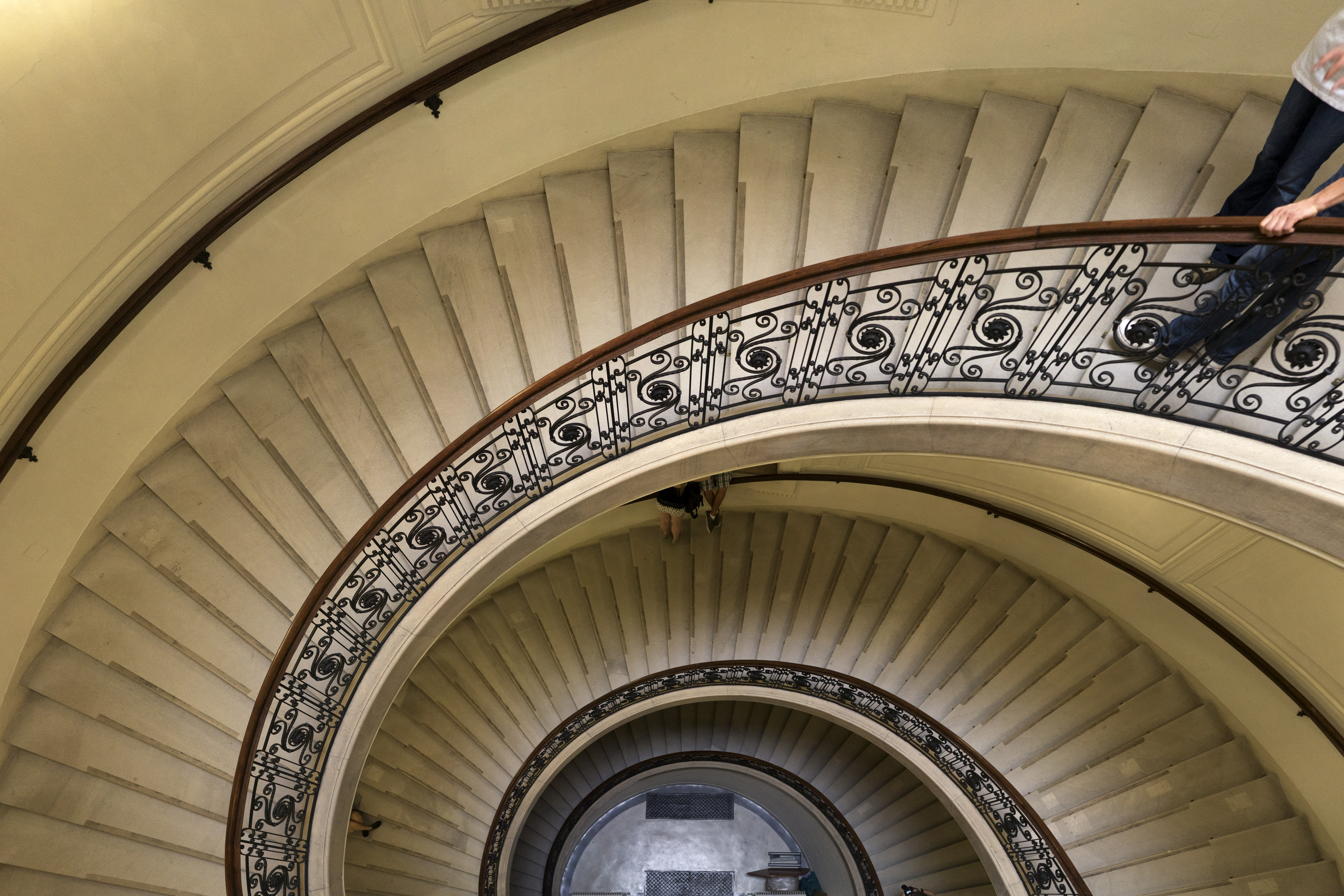
Länderbank – klatka schodowa

## Literatura
- Otto Antonia Graf: Otto Wagner: Das Werk des Architekten: 1860 – 1902, Band 1; 2. Wien 1994,